# Marcela Krinke-Susmelj
Marcela Krinke-Susmelj (Vlašim, Checoslovaquia, 18 de octubre de 1965-17 de julio de 2024) fue una jinete suiza nacida en Checoslovaquia especialista en doma clásica.

## Carrera

### Juegos Olímpicos
Representó a Suiza en los Juegos Olímpicos de Río de Janeiro 2016 en el evento de doma individual montando al caballo Molberg, finalizó en el puesto 24 entre 60 participantes.

### Otros eventos
Participó en tres ediciones del Campeonato Mundial de Deportes Ecuestres (2006, 2010 y 2014), en seis ediciones del Campeonato Europeo de Doma (2005, 2007, 2011, 2013, 2015 y 2017) y cuatro apariciones en la Copa Mundial de Doma (2013, 2014, 2016 y 2017); donde su mejor participación a nivel de equipo fue octavo lugar en dos ocasiones en el Campeonato Europeo de 2005 y la Copa Mundial de 2006.
A nivel individual su mejor participación fue el undécimo lugar en los Juegos Ecuestres Mundiales de 2010.

## Mejores resultados
| Evento              | Marcador | Caballo | Sede          | Fecha      |
| ------------------- | -------- | ------- | ------------- | ---------- |
| Grand Prix          | 74.260   | Molberg | Lyon, Francia | 29-10-2015 |
| Grand Prix Especial | 74 874   | Molberg | Caen, Francia | 27-8-2014  |
| Grand Prix Libre    | 78 000   | Molberg | Lyon, Francia | 30-10-2015 |